# Clubiona pupillaris
Clubiona pupillaris är en spindelart som beskrevs av Lawrence 1938. Clubiona pupillaris ingår i släktet Clubiona och familjen säckspindlar. Inga underarter finns listade i Catalogue of Life.